# 曼迪·吉爾
曼迪·吉爾（英語：Mandip Kaur Gill，1988年1月5日—）是一位英格兰女演员。她的第一個熒幕角色是在英國第四台的肥皂劇聖橡鎮少年中飾演菲比·麥昆。2015年離開該劇后，先後出演電視劇布穀鳥、醫生們、善緣醫院和急診室。2017年10月，英國廣播公司宣佈曼迪·吉爾將在2018年飾演中新加入的角色，博士的同伴亞斯米妮·罕。

## 早期經歷
曼迪·吉爾於2009年在中央兰开夏大学取得表演專業學士學位。

## 作品年表
| 年份      | 片名             | 角色          | 備註                                  |
| --------- | ---------------- | ------------- | ------------------------------------- |
| 2012–2015 | 聖橡鎮少年       | 菲比·麥昆     | 主要角色                              |
| 2016      | 布穀鳥           | 勞倫          | 第三季第七集（The Holiday）           |
| 2016      | 醫生們           | 沙齊亞·阿明   | 常規角色                              |
| 2017      | 善緣醫院         | 帕德瑪·科裏   | 2集                                   |
| 2017      | 急診室           | 納什倫·馬蘇德 | 第31季第38集（Swift Vengeance Waits） |
| 2017      | 爱情、谎言与登记 | 塔莉娅        |                                       |
| 2018      | 洪水             | 瑞玛          |                                       |
| 2018      |                  | 亞斯米妮·罕   | 系列11, 常規角色（博士的同伴）        |

## 資料來源
1. ↑  McEwan, Cameron. .   [2018年6月25日]. （原始内容存档于2018-11-26） （英语）.
2. ↑  . search.findmypast.co.uk.   [2018年6月25日]. （原始内容存档于2017-10-23） （英语）.
3. ↑  . 中央兰开夏大学.   [2018年6月25日]. （原始内容存档于2017-09-17） （英语）.

## 外部連結
- Mandip Gill在互联网电影资料库（IMDb）上的資料（英文）